# Rainer Padberg
Rainer Padberg (Lippstadt, 7 februari 1957) is een Duits componist, muziekpedagoog, dirigent en trompettist.

## Levensloop
Padberg kreeg zijn eerste les aan de muziekschool van zijn geboortestad. Hij studeerde aan de toenmalige "Nordwestdeutsche Musikakademie", nu: Hochschule für Musik Detmold. Zijn leraren aldaar waren onder anderen Helmut Schneidewind (trompet), Walter Steffens (muziektheorie), Martin Stephani (orkestdirectie). In 1983 behaalde hij zijn diploma's. Van 1987 tot 1990 werkte hij als "Musikdirektor" in Albstadt. Vervolgens werd hij werkzaam in een muziekuitgeverij. Als gastdirigent werkte hij onder andere met het Royal Philharmonic Orchestra en maakte cd-opnames met werken van Miklós Rózsa.
Als componist schreef hij een aantal werken voor harmonieorkest.

## Composities

### Werken voor harmonieorkest
- Brass Time
- Brilliant Opening
- Canyonland, ouverture
- Celebration Fanfare
- Concert ouverture
- Concert Prelude
- Festchoral in Bes
- Festive Introduction
- Hero's Adventure
- Symphonic Dance nr. 1